# Коджо, Агбейоме
Мессан Агбейоме Габриэль Коджо (англ. Agbéyomé Kodjo, 12 октября 1954 года — 3 марта 2024 года) — тоголезский политик, премьер-министр Того с 29 августа 2000 года по 27 июня 2002 года.

## Биография
Коджо родился в Токпли (ныне префектура Йото в Того) 12 октября 1954 года в семье Доссу Коджо и Кедже Флоры Доссех. Высшее образование со специализацией по организационному менеджменту получил в Университете Пуатье во Франции, степень получил в январе 1983 года.
Вернувшись в Того, Коджо работал коммерческим директором SONACOM с 1985 по 1988 год, прежде чем президент Гнассингбе Эйадема назначил его в правительство министром молодежи, спорта и культуры 19 декабря 1988 года. Он оставался на этом посту до сентября 1991 года, когда к власти пришло переходное правительство во главе с премьер-министром Жозефом Коку Коффиго. Он был назначен министром территориального управления и безопасности в сентябре 1992 года, но Коффиго уволил его вместе с другим членом Объединения тоголезского народа, министром коммуникаций и культуры, Бенджамином Агбекой, 9 ноября 1992 года. Коджо и Агбека при поддержке Эйадемы отказались покинуть правительство, несмотря на протесты и намерение Коффигопередать дело в Верховный суд; Коджо оставался на своей должности до февраля 1993 года, когда он стал генеральным директором автономного порта Ломе.
Коджо проработал более шести лет генеральным директором автономного порта Ломе. На парламентских выборах в марте 1999 года он был избран в Национальную ассамблею как кандидат от Объединения тоголезского народа в третьем избирательном округе префектуры Йото; он был единственным кандидатом и получил 100 % голосов. После выборов он был избран председателем Национальной ассамблеи в июне 1999 года. Проработав на этой должности чуть больше года, 29 августа 2000 года Коджо получил от президента Эйадема назначение премьер-министром и сменил Эжена Коффи Адоболи, получившего вотум недоверия.
30 августа 2001 года Коджо заявил, что Конституцию следует изменить, чтобы Эйадема мог баллотироваться на третий срок в 2003 году. Хотя после того как Коджо стал премьер-министром, ходили слухи, что Эйадема готовит его в свои преемники, они вступили в конфликт, и президент уволил премьер-министра 27 июня 2002 года, как сообщалось, из-за разногласий внутри Объединения тонголезского народа. В статье, опубликованной в газете Le Scorpion 28 июня, Коджо раскритиковал Эйадему. Он немедленно покинул Того и в начале июля 2002 года был объявлен судом в розыск за якобы оскорбительное отношение к президенту и нарушение общественного порядка. 6 августа 2002 года Центральный комитет Объединения тонголезского народа единогласно проголосовал за исключение Коджо из партии вместе с бывшим председателем Национальной ассамблеи Дауку Пере за государственную измену; 18 июля он был также исключен из престижного Ордена Моно.
Покинув Того, Коджо жил в изгнании во Франции и оттуда продолжал критиковать Эйадему. В середине сентября 2002 года тоголезское правительство выдало международный ордер на арест Коджо, ложно обвинив его в коррупции и заявив, что он бежал из Того, чтобы избежать судебного преследования за неё. Правительство также жаловалось на трансляцию интервью с Коджо на Radio France Internationale в сентябре, которое радиостанция взяла у него несмотря на давление правительства. Коджо осудил поправку об отмене ограничений на срок полномочий президента, заявив, что Фамбаре Уаттара Натчаба изначально сделал это предложение публично и поддержал его по внутренним причинам в Объединении тонголезского народа.
После спорных президентских выборов в июне 2003 года Коджо вопреки официальным результатам заявил в интервью газете Motion d’information, что Эйадема проиграл выборы. Обвинив Эйадему в том, что он остается у власти с помощью насилия, Коджо заявил, что тот должен признать поражение и уйти из политики, чтобы разрешить политические проблемы страны и предотвратить гражданскую войну.
Позже Коджо баллотировался на пост президента Федерации футбола Того, но на её внеочередном съезде 9 января 2007 года он занял второе место после Авлесси Адагло Таты, получив 14 голосов делегатов против 24 за Тату; он опередил сына Эйадемы Рока Гнассингбе, который был действующим президентом Федерации и получил восемь голосов.
В начале августа 2008 года Коджо объявил, что будет баллотироваться в качестве кандидата от новой партии, Организации за победу в союзе солидарности Того, на президентских выборах 2010 года. Он официально представил свою кандидатуру 14 января 2010 года. Хотя крайний срок подачи кандидатур был 15 января, Коджо был первым человеком, официально представившим свою кандидатуру. Узнав, что он был первым, Коджо заявил, что это «очень хороший знак» и что он также будет «первым», кого объявят победителем выборов.
Коджо объявил, что будет баллотироваться на президентских выборах 2020 года в Того. Он проиграл, набрав 18 % голосов. После выборов Национальная ассамблея обвинила его в подготовке переворота, что было оспорено.
Агбейоме Коджо умер от сердечного приступа 3 марта 2024 года в возрасте 69 лет.